# 율천고등학교
율천고등학교(栗川高等學校)는 대한민국 경기도 수원시 팔달구 화서동에 있는 공립 고등학교이다.

## 학교 연혁
- 2011년 1월 10일 : 율천고등학교 설립 인가
- 2011년 3월 1일 : 초대 이재영 교장 취임
- 2011년 3월 3일 : 개교, 신입생 6학급 221명 입학
- 2012년 3월 5일 : 학교도서관 ‘밤샘도서관’ 개관
- 2014년 2월 6일 : 제1회 졸업장 수여식(211명 졸업)
- 2020년 1월 7일 : 제7회 졸업장 수여식(129명 졸업)
- 2020년 3월 1일 : 제4대 전호진 교장 취임

## 참고 자료
- 율천고등학교 - 한국교육학술정보원 학교알리미